# Vizzolo Predabissi
Vizzolo Predabissi település Olaszországban, Lombardia régióban, Milánó megyében. Lakosainak száma 3877 fő (2023. január 1.). Vizzolo Predabissi Casalmaiocco, Cerro al Lambro, Colturano, Dresano, Melegnano, San Zenone al Lambro és Sordio községekkel határos.

## Népesség
A település lakossága az elmúlt években az alábbi módon változott:
| Lakosok száma | 3974 | 3948 | 3981 | 3877 |
|               | 2013 | 2017 | 2018 | 2023 |